# Rybák černý
Rybák černý (Chlidonias niger) je malým druhem rybáka z rodu Chlidonias.

## Taxonomie
Má dva poddruhy:
- Chlidonias niger niger (Linnaeus, 1758) – rybák černý eurasijský
- Chlidonias niger surinamensis (Gmelin, 1789) – rybák černý americký

## Popis

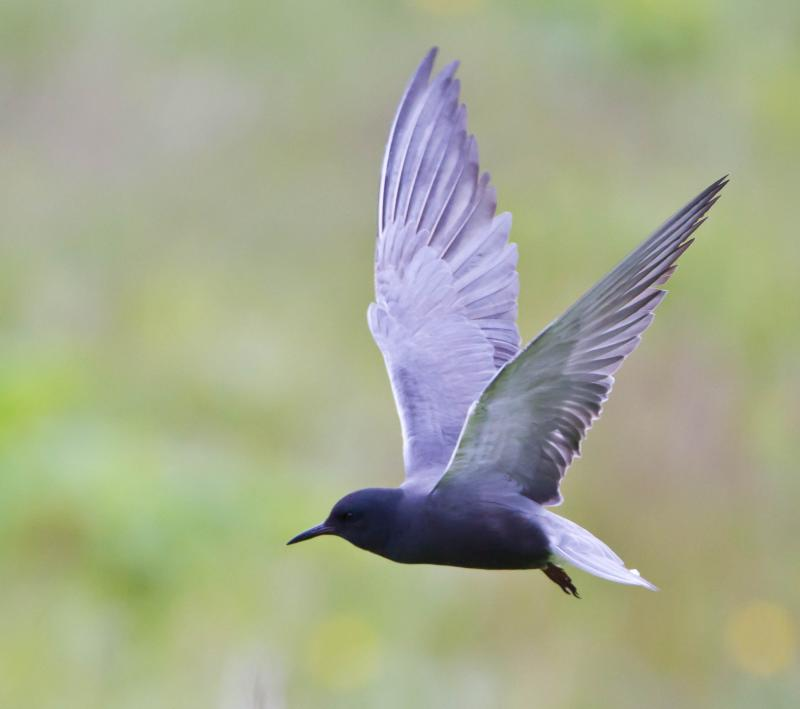
Rybák černý, Island

Dospělí ptáci mají ve svatebním šatu černou hlavu a tělo, šedá křídla, kostřec, ocas a bílé podocasní krovky. V prostém šatu a šatu prvního roku se podobá ostatním druhům rodu. Dospělí jedinci jsou 25 cm dlouzí a jejich rozpětí křídel se rovná 61 cm. Hmotnost rybáků černých je malá; pohybuje se okolo 62 g. Mají krátké, tmavé nohy. Mají tmavě šedá záda s dlouhými křídly, která jsou vepředu bílá. Černá převládá všude na hlavě, na krku (existují i jedinci s šedým krkem) a na břiše. Ocasní peří je tmavě šedé.
Rozeznat jednotlivé poddruhy je těžké, ale většinou platí, že eurasijský poddruh je drobnější a má světlejší barvy. Ještě těžší je rozeznat pohlaví, protože pohlavní dimorfismus je jen minimální nebo vůbec žádný.
Objevují se kříženci rybáků černých a rybáků bělokřídlých (Chlidonias leucopterus). Takoví kříženci nesou znaky obou druhů, ale většinou platí, že mají břicho bílé s tmavými skvrnkami a zbytek těla černý. Toto křížení bylo zaznamenáno především na území Švédska a Nizozemska.

## Rozšíření
Hnízdí ve vnitrozemí Evropy (včetně České republiky), západní Asie a Severní Ameriky. Tažný, zimuje převážně v severní části Jižní Ameriky a na západním pobřeží Afriky.

## Tah
Rybák černý americký běžně migruje na pobřeží Jižní Ameriky. Rybák černý eurasijský zimuje v Africe, nejčastěji v severní a východní.

## Hnízdění

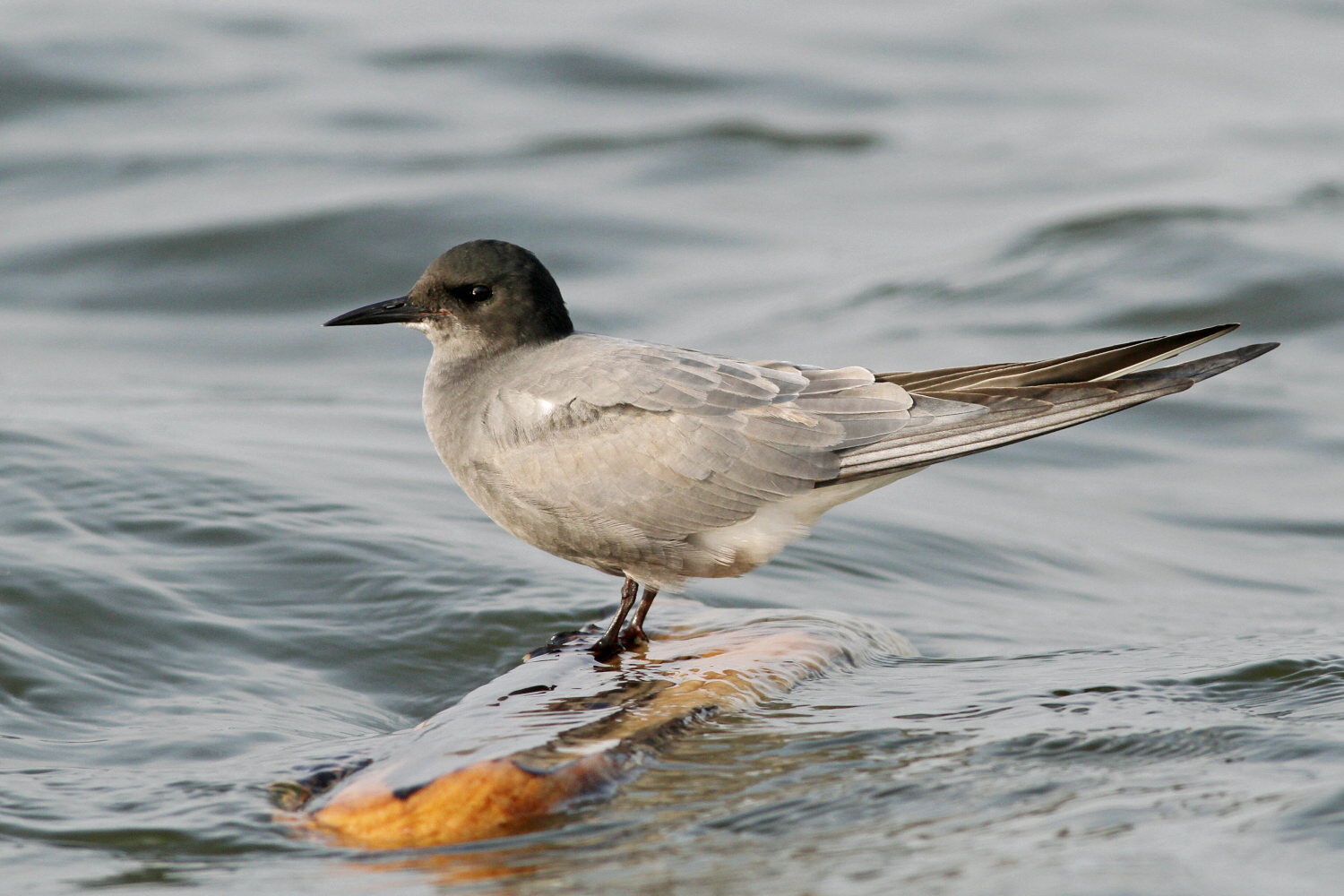
Rybák černý (Slovensko)

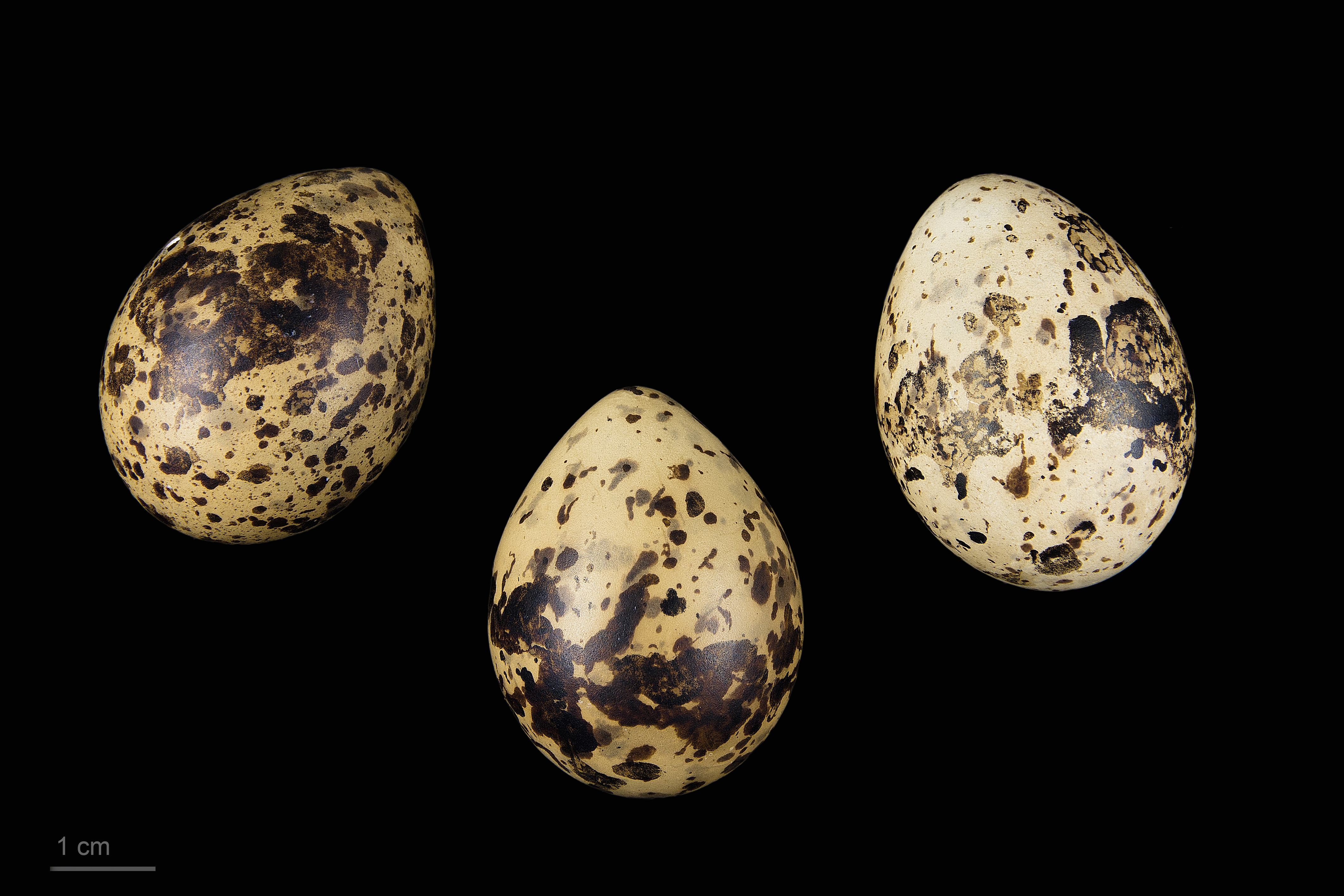
Chlidonias niger niger

Ke hnízdění využívá rybák černý zarostlé okraje sladkovodních mokřadů. Ptáci se sdružují do menších kolonií okolo 20 párů (zřídka je k vidění i párů 100), výjimečně hnízdí jen v jednotlivých párech. Hnízda si staví v nízké vegetaci, někdy i přímo na vodě. Samice snáší vejce většinou v období od května do července v počtu 2–4 kusů. Inkubaci provádí střídavě oba rodiče a probíhá asi tři týdny. Od této doby za další dva až tři týdny se mláďata opeří a vyletí z hnízda.

## Potrava
Potravu shánějí většinou ve vodě nebo jejím okolí. Tou je nejčastěji vodní hmyz, malé rybky, plži, pulci a žáby.

## Ohrožení

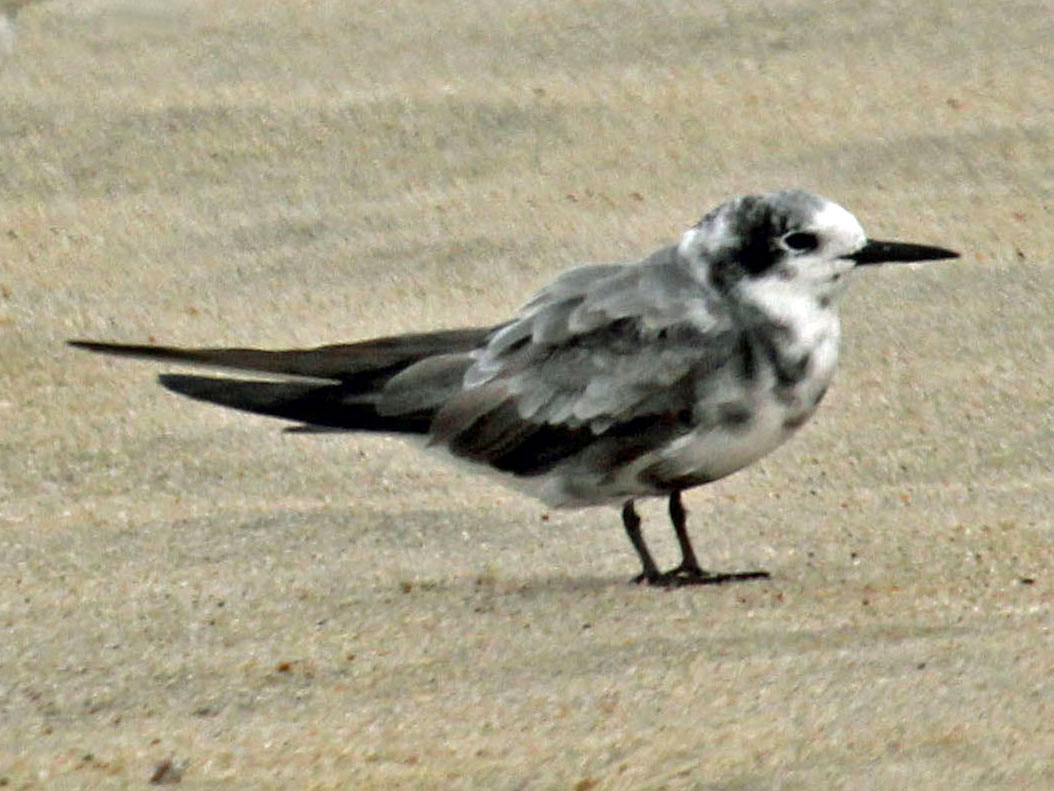
Rybák černý během přepeřování ze svatebního do prostého šatu

Počty těchto ptáků pomalu klesají, ať už kvůli přirozenému úbytku nebo kvůli lidské činnosti. Za snižování jejich počtů může především znečišťování a zalidňování, ale je to způsobené i rozmnožením jejich přirozených predátorů, kteří mají za potravu vejce rybáků černých. Na tyto ptáky se vztahuje Dohoda o ochraně africko-eurasijských stěhovavých vodních ptáků. V Česku jsou zařazeni na seznam kriticky ohrožených druhů, ale IUCN je označuje jako málo dotčené.